# Ichneumon arvernicus
Ichneumon arvernicus là một loài tò vò trong họ Ichneumonidae.